# Parafia Niepokalanego Serca Najświętszej Maryi Panny w Jerzykowie
Parafia Niepokalanego Serca Najświętszej Maryi Panny w Jerzykowie – jest jedną z 8 parafii leżącą w granicach dekanatu pobiedziskiego. Erygowana w 1976 roku przez kard. Stefana Wyszyńskiego Prymasa Polski.
Od 1 lipca 2021 roku funkcję proboszcza parafii pełni ks. Dominik Poczekaj.
Dawny kościół ewangelicki w Jerzykowie z 1901 roku został przekazany wiernym wyznania katolickiego w 1946 roku. W tym samym roku odbyła się jego konsekracja. Świątynia jest po gruntownym remoncie.

## Dokumenty
Księgi metrykalne: 
- ochrzczonych od 1976 roku
- małżeństw od 1976 roku
- zmarłych od 1976 roku